# Martin Evans
Sir Martin John Evans (født 1. januar 1941 i Stroud i Gloucestershire i England) er en britisk genetiker. Han er professor i genetik ved Cardif University i Wales. 
Evans modtog i 2007 årets Nobelpris i fysiologi eller medicin sammen med Mario Capecchi og Oliver Smithies, for deres forskning omkring udvikling af ”principper til at introducere specifikke ændringer af gener i mus vha. embryonale stamceller.”